# Joanna Iwanicka
Joanna Iwanicka (ur. 1951 w Gostyninie), poetka, pisarka, pianistka, kompozytorka, malarka, autorka tekstów piosenek.

## Życiorys
Córka Piotra Romana Michalskiego – nauczyciela muzyki, absolwenta Akademii Muzycznej oraz Eugenii z d. Markowskiej. Dziadek jej, Piotr Michalski był burmistrzem Gostynina w latach 1926–1928. Absolwentka Liceum Ogólnokształcącego w Gostyninie. W 1964 przeprowadziła się z rodzicami do Ożarowa Mazowieckiego.
Skończyła Wydział Chemiczny na Politechnice Warszawskiej oraz pedagogikę muzyczną na PWSM w Warszawie.
Przez wiele lat pracowała w nieistniejącej już Fabryce Kabli w Ożarowie Mazowieckim. Była też nauczycielką chemii oraz muzyki przez wiele lat w różnych szkołach.
Należy do grupy poetyckiej „Terra Poetica” oraz Stowarzyszenia Autorów Polskich.

## Twórczość
- Potykając się o nadzieję – Warszawa 2007[3]
- Miasteczko – Ożarów Mazowiecki 2009[3]
- Kalejdoskop – Ożarów Mazowiecki 2011 ISBN 978-83-924962-2-9.
- Rok w ogrodzie[3]
- Miasto – Wyd. Komograf 2012 ISBN 978-83-62769-51-3.
- Fabryka[4] – Wyd. Komograf 2020 ISBN 978-83-66118-30-0.